# Vegard Ulvang
Vegard Ulvang (Kirkenes, 10 oktober 1963) is een voormalig Noors langlaufer. Hij nam driemaal deel aan de Olympische Winterspelen en won in Albertville drie gouden medailles.
1992: Vegard Ulvang ·
1994: Bjørn Dæhlie ·
1998: Bjørn Dæhlie
1956: Veikko Hakulinen ·
1960: Sixten Jernberg ·
1964: Eero Mäntyranta ·
1968: Franco Nones ·
1972: Vjatsjeslav Vedenin ·
1976: Sergej Saveljev ·
1980: Nikolaj Zimjatov ·
1984: Nikolaj Zimjatov ·
1988: Aleksej Prokoerorov ·
1992: Vegard Ulvang ·
1994: Thomas Alsgaard ·
1998: Mika Myllylä ·
2002: Christian Hoffmann
1936: Nurmela, Karppinen, Lähde, Jalkanen ·
1948: Östensson, Täpp, Eriksson, Lundström ·
1952: Hasu, Lonkila, Korhonen, Mäkelä ·
1956: Terentjev, Koltsjin, Anikin, Koezin ·
1960: Alatalo, Mäntyranta, Huhtala, Hakulinen ·
1964: Asph, Jernberg, Stefansson, Rönnlund ·
1968: Martinsen, Tyldum, Grønningen, Ellefsæter ·
1972: Voronkov, Skobov, Simasjov, Vedenin ·
1976: Pitkänen, Mieto, Teurajärvi, Koivisto ·
1980: Rotsjev, Bazjoekov, Beljajev, Zimjatov ·
1984: Wassberg, Kohlberg, Ottosson, Svan ·
1988: Ottosson, Wassberg, Svan, Mogren ·
1992: Langli, Ulvang, Skjeldal, Dæhlie ·
1994: Albarello, Vanzetta, De Zolt, Fauner ·
1998: Sivertsen, Jevne, Dæhlie, Alsgaard ·
2002: Alsgaard, Estil, Skjeldal, Aukland ·
2006: Valbusa, Di Centa, Piller Cottrer, Zorzi ·
2010: Richardsson, Olsson, Södergren, Hellner ·
2014: Nelson, Richardsson, Olsson, Hellner ·
2018: Tønseth, Sundby, Krüger, Klæbo ·
2022: Tsjervotkin, Bolsjoenov, Spitsov, Oestjoegov